# Історія механіки
Історія механіки — одна з найважливіших гілок історії науки, яка веде свій відлік від античних часів і досі не втрачає актуальності завдяки значним відкриттям у галузях релятивістської та квантової механіки.
Точних даних про рівень розвитку механіки у народів глибокої давнини немає, хоча рівень розвитку будівництва у стародавніх цивілізаціях дозволяє робити припущення про певний розвиток теоретичних знань з механіки у той період. Перші трактати з механіки з'явилися у Стародавній Греції, де було введено Арістотелем сам термін «механічний рух». У 15-16 століттях механічний рух розвивався переважно на території сучасної Італії. Наукові основи механіки почали створювати наприкінці 16 століття, і були створені у 17 столітті.

## Антична наука
Перші трактати з механіки, що дійшли до нас, з'явилися у Стародавній Греції. До них можна віднести натурфілософські твори Арістотеля (4 ст. до н. е.), який ввів у науку сам термін «механіка». З цих творів видно, що в ті часи були відомі закони складання і зрівноваження сил, що прикладені в одній точці і діють вздовж однієї прямої, властивості простих машин і закон рівноваги важеля. У працях Архімеда (3 ст. до н. е.), що дійшли до нас, досліджуються лише питання статики, які були розроблені на науковій основі, а саме теорія важеля, рівновага плавно́го тіла, положення центру ваги, начала гідростатики.
Проблема вивчення руху також виникла за давніх часів. Розв'язання найпростіших кінематичних задач про складання рухів містяться вже у творах Арістотеля і у астрономічних теоріях стародавніх греків, особливо у теорії епіциклів, яку завершив Птолемей (2 століття). Динамічне вчення Арістотеля панувало серед вчених Європи майже до 17 століття. Однак, воно містило помилкову думку про те, що тіло, що рухається, завжди перебуває під дією якоїсь сили. Наприклад, за Арістотелем, кинуте тіло рухається завдяки підштовхуючій силі повітря, що прагне зайняти місце, що його було звільнено тілом. Арістотель також вважав, що швидкість тіла пропорційна його вазі.

## 13-16 століття
Подальший суттєвий внесок в розвиток статики зробили праці італійців Немораріо (13 століття), Леонардо да Вінчі (15 століття), голландського вченого С. Стевіна (16 століття).
Перші сліди дослідження питань динаміки трапляються у працях Леонардо да Вінчі, якому було вже відомо, що швидкість тіл зростає при падінні. У 1519 році Леонардо да Вінчі першим сформулював закон тертя, в якому стверджував, що сила тертя, що виникає при контакті тіла з поверхнею іншого тіла, пропорційна навантаженню (силі притискування), спрямована проти напрямку руху і не залежить від площі контакту.
Джамбатіста Бенедетті (16 століття) мав вже уявлення про існування відцентрової сили і про те, що частина, яке відірвалося від тіла, що обертається, рухається по дотичній. Його праця «Diversarum speculationum mathematicarum et physicarum» вважається однією з найбільших наукових праць перед добою Галілея. У цьому виданні містяться праці з арифметики, а також питань механіки і гідростатики, які хоча і не повністю розроблені на основі наукового методу, однак відкрили шлях до подолання арістотелевої фізики. Гвідобальдо дель Монте (16 століття) займався виведенням законів рівноваги важеля і блоків. Його книжка «Liber Mechanicorum», опублікована у Пезаро у 1577 році вважається найважливішою для свого часу працею зі статики з часів античної Греції. Деякі положення, викладенні в книзі, були не прийняті Галелеєм, однак більша частина їх була прийнята вченим і представляла основу для його подальших досліджень. Таким чином, механіка, як самостійна наука, почала складатись в Італії.

## 17 століття
Часом створення наукових основ динаміки, а з нею й всієї механіки є кінець 16 століття — 17 століття.
Особливо суттєвий внесок в розвиток статики зробили праці французького вченого П. Варіньона (17 століття). Його праці і праці попередніх поколінь вчених призвели до встановлення П. Варіньоном правила паралелограма сил і розвинули поняття моменту сили. П. Варіньон побудував статику на основі правил складання і розкладання сил та довів теорему про момент рівнодійної сил (теорема Варіньона).
Помилкове вчення Арістотеля, що панувало до того, було остаточно спростовано Г. Галілеєм, який вважається справжнім засновником динаміки і заклав наукові підвалини сучасної механіки. Він дав перше правильне рішення задачі про рух тіла під дією сили, знайшовши експериментально закон рівноприскореного падіння тіл у вакуумі. Галілей встановив два основних положення механіки — принцип відносності класичної механіки і закон інерції, який, щоправда, висловив лише для випадку руху вздовж горизонтальної площини. Він вперше дійшов висновку, що у вакуумі тіло, що кинуте під кутом до горизонту, рухається по траєкторії, що має вигляд параболи. При цьому він застосував ідею складання рухів: горизонтального (за інерцією) і вертикального (прискоренного). Відкривши ізохронність малих коливань маятника, він поклав початок теорії коливань. Галілей сформулював у загальному вигляді так зване золоте правило статики — початкову форму принципу можливих переміщень. Він також досліджував міцність балок і таким чином поклав початок науці про опір матеріалів.
Р. Декарт в основу своїх досліджень з механіки поклав сформульований у загальному вигляді закон інерції і висловлений ним (але не у векторній формі) закон збереження кількості руху. Він також ввів поняття імпульсу сили. Християн Гюйгенс доповнив дослідження Галілея, встановив точне уявлення про відцентрову силу і про закони коливання маятника. Він вирішив низку найважливіших на той час задач динаміки — дослідження руху точки по колу, коливання маятника, законів пружного удару тіл. При цьому він вперше ввів поняття доцентрової і відцентрової сил і поняття про момент інерції (сам термін належить Л. Ейлеру), а також використав принцип, що по суті еквівалентний закону збереження механічної енергії, загальне математичне вираження якого дав у 19 столітті Г. Гельмгольц.
Основні закони динаміки встановив і остаточно сформулював Ісаак Ньютон. 1687 року вийшла друком його книжка «Математичні начала натуральної філософії» («Philosophiæ Naturalis Principia Mathematica»), в якій у вигляді трьох законів було викладено основні начала механіки. І. Ньютон відкрив також закон всесвітнього тяжіння. Дослідженнями Ньютона завершується створення основ класичної механіки. До цього часу відносяться також встановлення двох вихідних положень механіки суцільних середовищ. Ньютон, досліджуючи опір рідин тілами, що в них рухаються, відкрив закон внутрішнього тертя в рідинах і газах, а англійський вчений Р. Гук експериментально встановив закон, що виражає залежність між напрягами і деформаціями в пружному тілі (закон Гука).
1699 року, через 180 років після Леонардо да Вінчі, французький вчений Ґійом Амонтон перевідкрив закон тертя, який пізніше отримав остаточне обґрунтування в роботах Ш. О. Кулона (1781).

## 18 століття
У 18 столітті інтенсивно розвивалися загальні аналітичні методи розв'язання задач механіки матеріальної точки, системи точок і твердого тіла, а також небесної механіки, в основі яких лежало використання відкритого Ньютоном і Лейбніцем обчислення нескінченно малих. Головна заслуга у застосуванні цього методу обчислювання для вирішення задач механіки належить Ейлеру. Він розробив аналітичні методи розв'язання задач динаміки матеріальної точки, розвинув теорію моментів інерції і поклав основи механіки твердого тіла. Він також першим розробляв теорію корабля, теорію стійкості пружних стриженів, теорії турбін і розв'язання низки прикладних задач кінематики.
Низку важливих механічних задач дослідили Якоб Бернуллі, Даніель Бернуллі, А. Клеро, Л. Ейлер та інші. У 1743 році д'Аламбер у книзі «Трактат про динаміку» («Traité de Dynamique») виклав принцип, відомий як принцип д'Аламбера, що зв'язував динаміку зі статикою. Цим принципом та принципом можливих переміщень скористався Ж.-Л. Лагранж, який у своїй книжці «Аналітична механіка» («Mécanique Analytique», 1788) звів вирішення буд-яких питань механіки до розв'язання рівнянь, встановлених для всіх питань абсолютно в однаковий спосіб і таких, що виходять з однієї загальної формули. Лагранж створив аналітичну механіку. Рішення буд-якого механічного питання полягало після того у інтегруванні лагранжевих рівнянь. Загальний спосіб їх інтегрування був досліджений самим Лагранжем, Гамільтоном, Пуассоном, Коші, Мейер, Остроградським, Імшенецьким, Софусом Лі, Фуксом та багатьма іншими.
У 1781 році Ш. Кулон обґрунтував експериментальні закони тертя, відкриті Ґ. Амонтон (закон Амонтона — Кулона). Амонтон і Кулон ввели поняття коефіцієнта тертя як відношення сили тертя до навантаження, надавши йому значення фізичної константи, що повністю визначає силу тертя для будь-якої пари матеріалів, що контактують в умовах тертя.
Інший напрямок у розв'язанні задач механіки виходив з принципу найменшої дії у тому вигляді, який для однієї точки висловив П.-Л. Мопертюї і розвинув Ейлер. На випадок механічної системи розв'язання узагальнив Лагранж. Небесна механіка значно розвинулася завдяки працям Ейлера, д'Аламбера, Лагранжа і особливо П. Лапласа ("Трактат про небесну механіку").
Застосування аналітичних методів до механіки суцільного середовища призвело до розробки теоретичних основ гідродинаміки ідеальної рідини.

## 19 століття
У 19 столітті продовжився інтенсивний розвиток всіх розділів механіки. На початку 19 століття французький вчений Луї Пуансо розробив теорію пар сил і побудував статику на її основі (1804). Це був останній етап у розвитку геометричної статики. Він дав низку наочних геометричних інтерпретацій руху твердого тіла.
У динаміці твердого тіла класичні результати Ейлера і Лагранжа, а потім С. Ковалевської, що були продовжені іншими, стали основою для теорії гіроскопу. Ця теорія набула велике практичне значення у 20 столітті. Подальшому розвитку принципів механіки були присвячені праці М. Остроградського, В. Гамільтона, К. Якобі, Г. Герца та інших.
Розвивалася й кінематика. Французький вчений Г. Коріоліс довів теорему про складові прискорення, що стала основою механіки відносного руху. Замість термінів на кшталт «прискорюючі сили» виник суто кінематичний термін «прискорення», що ним користувалися Ж. Понселе, А. Резаль (фр.  Aimé-Henry Résal).
У 2-й половині 19 століття кінематика віділилася у самостійний розділ механіки.

## 20 століття
У 20 столітті почали розвиватися нові розділи механіки. З'явилася нова область науки — теорія нелінійних коливань, основи якої були закладені у працях А. Пуанкаре і О. Ляпунова. Розвинулася також динаміка тіл змінної маси, на основі якої базується теорія реактивного руху. В механіці суцільних середовищ з'явилися два нових розділи — аеродинаміка і газова динаміка.

## Виноски
1. ↑  René Dugas. A History of Mechanics. Translation of: Historie de la mecanique. — New York, Dover Publications Inc., 1988. ISBN 0-486-65632-2 (англ.)
2. ↑  Giovanni Battista Benedetti. Mathematica Italiana. Centro di Ricerca Matematica "Ennio De Giorgi", Pisa. 2008-2011. Архів оригіналу за 7 березня 2016. Процитовано листопад 2016. {{cite web}}: Зовнішнє посилання в |work= (довідка) (італ.)
3. ↑  Guidobaldo Del Monte. Mathematica Italiana. Centro di Ricerca Matematica "Ennio De Giorgi", Pisa. 2008-2011. Архів оригіналу за 3 березня 2016. Процитовано листопад 2016. {{cite web}}: Зовнішнє посилання в |work= (довідка) (італ.)